# 高杉亘
高杉 亘（、1964年11月4日 - ）は、日本の俳優。血液型はO型。身長185cm、体重75kg。元妻は高田聖子。一般人と再婚。キャストパワーに所属。

## 来歴・人物
東京都世田谷区出身。東京都立千歳丘高等学校卒業。文学座附属演劇研究所出身。
松田優作を彷彿（）とさせる風貌と低音ボイスが特徴。
『踊る大捜査線 歳末特別警戒スペシャル』でのSAT・草壁中隊長役が当たり役となり、顔が知られるようになる。
前述の『踊る大捜査線』以外にも指揮官役での出演が多い。
2020年 主演したテレビドラマ『スナイパー時村正義の働き方改革』（CBCテレビ）が日本民間放送連盟賞 ドラマ部門 最優秀を受賞。
2003年に女優の高田聖子と結婚したが2006年に離婚。その後、一般女性と再婚している。

## 出演

### テレビドラマ

#### NHK
- 武蔵坊弁慶（1986年） - 平教経 役
- 大河ドラマ
  - 秀吉（1996年） - 加藤清正 役
  - 新選組!（2004年） - 河上彦斎 役
  - 義経（2005年） - 和田義盛 役
  - 天地人（2009年） - 斎京三郎右衛門 役
  - 平清盛（2012年） - 上総広常 役
- はやぶさ新八御用帳（1994年） - 篠崎清之助 役
- やんちゃくれ（1998年 - 1999年） - 白保昌吉 役
- 茂七の事件簿 新ふしぎ草紙（2002年） - 弥太郎 役
- 川、いつか海へ 6つの愛の物語（2003年） - 佐伯和夫 役
- コンカツ・リカツ（2009年） - 村尾高志 役
- 美女と男子（2015年） - 冬木社長 役
- 大岡越前3（2016年） - 片岡 役

#### 日本テレビ
- 妻たちの初体験（1986年）
- なんて素敵にジャパネスク（1986年）
- あぶない刑事 第28話「決断」（1987年） - 牛島昇 役
- NEWジャングル（1988年）
- あきれた刑事（1988年）
- 太陽の犬（1988年）
- 野望の国（1989年）
- 億万長者と結婚する方法（1991年）
- 蘇える金狼（1999年） - 本郷清次 役
- シンデレラは眠らない（2000年）
- ストレートニュース（2000年） - 溝口哲（取材ディレクター） 役
- 金田一少年の事件簿（2001年） - 猪川将佐 役
- リモート（2002年） - 立石惣一郎 役
- 天国のダイスケへ〜箱根駅伝が結んだ絆〜（2003年）
- 新・夜逃げ屋本舗（2003年） - 池垣徹夫 役
- ごくせん（2005年） - 鬼島刑事 役
- 瑠璃の島（2005年） - 野々村元（ジャーナリスト）
- 有閑倶楽部 第3話（2007年）
- 斉藤さん（2008年） - 坂本記者 役
- デカ007（2010年）
- ろくでなしBLUES 第1話（2011年） - ヤクザ 役
- ダーティ・ママ!（2012年） - 権田章二 役
- 花咲舞が黙ってない（2014年） - 青田作一 役
- 秘密のケンミンSHOW極（2021年） - ケンミン刑事・神宮寺剣 役[4]
- ファーストペンギン!（2022年） - 浜尻公平 役
- 突破ファイル（2024年） - 海上自衛隊・隊長 役

#### TBS
- 毎度おさわがせします2（1986年）
- やんパパ（2002年）
- こちら本池上署（2004年） - 島野秋夫 役
- がきんちょ〜リターン・キッズ〜（2006年） - 田丸欽之助 役
- 浅草ふくまる旅館（2007年） - 長浜慎一 役
- 松本清張特別企画・一年半待て（2010年） - 広瀬龍哉 役
- あやしいパートナー（2025年） - 新庄和弘 役[5]
- 月曜ドラマスペシャル→月曜ミステリー劇場→月曜ゴールデン→月曜名作劇場
  - 税務調査官・窓際太郎の事件簿 - 相馬忠雄 役
    - 税務調査官・窓際太郎の事件簿1（1998年6月8日）
    - 税務調査官・窓際太郎の事件簿2（1999年2月15日）
    - 税務調査官・窓際太郎の事件簿3（1999年6月21日）
    - 税務調査官・窓際太郎の事件簿4（2000年2月28日）
    - 税務調査官・窓際太郎の事件簿9（2002年12月23日） - 回想
    - 税務調査官・窓際太郎の事件簿20（2010年3月22日） - 回想

  - 浅見光彦シリーズ14「後鳥羽伝説殺人事件」（2000年9月4日） - 木藤孝一 役
  - 十津川警部シリーズ ※渡瀬恒彦版
    - 十津川警部シリーズ34「寝台特急あさかぜ殺人事件」（2005年3月28日） - 久保寺侠次 役
    - 十津川警部シリーズ44「特急ソニック殺人事件〜十年目の真実〜」（2011年4月11日） - 川口刑事 役

  - 湯けむりバスツアー 桜庭さやかの事件簿4（2012年2月6日） - 須貝和弘 役
  - 探偵 左文字進16「他人になった女」（2013年4月15日） - 石崎慎也 役
  - 天下御免トラック野郎 銀ちゃんの事件街道!（2016年9月26日） - 近藤孝典 役
  - 十津川警部シリーズ8「外房線に消えた女〜十津川の初恋〜」（2019年3月25日） - 小原良治 役 ※内藤剛志版

#### フジテレビ
- ぼくらの時代（1986年） - 加藤泰彦 役
- このこ誰の子?（1986年10月 - 1987年3月、大映テレビ）
- スケバン刑事III 少女忍法帖伝奇（1986年 - 1987年） - 加藤浩一 役
- こまらせないで! 第7話（1989年）
- あなただけ見えない（1992年） - 太田竜二 役
- じゃじゃ馬ならし（1993年） - マスター 役
- 青春もの（1993年） - シベリア 役
- 幕末高校生（1994年） - 藤堂平助 役
- 17才-at seventeen-（1994年）
- お金がない!（1994年） - 田端大助 役
- 名探偵 明智小五郎（1994年 - 1999年） - 怪人二十面相 役
- 世にも奇妙な物語
  - '94秋の特別編（1994年10月10日）
  - '99秋の特別編「マニュアル警察」（1999年9月27日）
  - '01秋の特別編「仇討ちショー」（2001年12月30日） - 鬼塚剛 役
- 正義は勝つ（1995年） - 布施富雄 役
- 帰ってきたOL三人旅「博多湯けむり湯布院慕情殺人事件」（1995年）
- 木曜の怪談
  - 木曜の怪談 「怪奇倶楽部」 座敷わらし（1996年）
  - 木曜の怪談 ファイナル 「タイムキーパーズ」（1997年）
  - 木曜の怪談'97 「爆裂!分身娘」（1997年）
- 東京23区の女〜文京区の女〜（1996年）
- 翼をください!（1996年）
- ギフト 第3話（1997年） - 殺し屋 役
- 踊る大捜査線シリーズ - 草壁中 役
  - 踊る大捜査線 歳末特別警戒スペシャル（1997年）
  - 深夜も踊る大捜査線 THE FINAL（2012年）
- フェイス（1997年）
- Vの嵐（1999年10月11日 - 10月29日） - コンビニ店長 役
- ダブルスコア（2002年） - 本間敬一郎 役
- 演技者。（2003年） - 松田 役
- 金曜エンタテイメント
  - ダンプ母ちゃんの猛推理（1998年）
  - 宝石調査員 九条薫 備前～倉敷・サファイア連続殺人事件（2000年） - 桜井署巡査部長 役
  - 日向夢子調停委員事件簿1（2003年） - 川辺利之 役
  - 寸劇刑事（2004年8月6日） - 藤島凌 役
  - こちらお客様相談室 クレーム1!だんご殺人事件（2005年）
- 金曜プレステージ⇒金曜プレミアム
  - 警部補・元山純平（2011年）
  - 女秘匿捜査官 原麻希 アゲハ（2012年） - 妹尾浩輔 役
  - 外科医 鳩村周五郎11（2013年） - 奥村洋二 役
  - 黒の滑走路3（2013年） - 島岡達也 役
  - 潔癖クンの殺人ファイル（2014年 - ） - 神林公造 役
- 美少女H 第6話「屋上の聖戦」（1998年）
- 神様のいたずら（2000年） - 渡辺浩一 役
- 太閤記 サルと呼ばれた男（2003年） - 丹羽長秀 役
- ディビジョン1（2005年） - 松田達郎 役
- 山おんな壁おんな（2007年）
- 明智光秀〜神に愛されなかった男〜（2007年） - 蜂須賀小六
- しゃばけ（2007年 - 2008年） - 佐助（犬神）
- 東京DOGS（2009年） - 宮田淳二 役
- ジョーカー 許されざる捜査官（第6話）（2010年） - 吉永広之 役
- BOSS 2ndシーズン（2011年） - 相原正樹 役
- 絶対零度〜特殊犯罪潜入捜査〜（2011年） - 前島誠司 役
- 謎解きはディナーのあとで（2011年） - 杉原聡 役
- 鍵のかかった部屋（2012年） - 坂口健也 役
- GTO（2012年） - 一之瀬慎治 役
- 結婚しない（2012年） - 小林和夫 役
- 鴨、京都へ行く。-老舗旅館の女将日記-（2013年） - 寺石秀 役
- 家族の裏事情（2013年） - 戸部哲史 役
- ほっとけない魔女たち（2014年） - 小西秀成 役
- 銭の戦争（2015年） - 大黒恭二 役
- 夏樹静子サスペンス・光る崖（2016年2月20日） - 大野雅史 役
- BARレモン・ハート SEASON2 第13話（2016年6月27日、BSフジ） - 高田 役
- コンフィデンスマンJP 運勢編（2019年5月18日） - 藪医者 役
- 10の秘密（2020年1月14日 - 3月17日、カンテレ） - 永盛 役
- 全っっっっっ然知らない街を歩いてみたものの 第1話（2021年3月28日） - 食堂兼居酒屋の常連客 役
- ブラック/クロウズ〜roppongi underground〜2（2022年12月14日・20日） - 神崎樹 役[6]
- この素晴らしき世界 第3話（2023年8月3日） - ホテルのウェイター長 役
- 嗤う淑女 第7話・第8話（2024年9月7日・15日、東海テレビ） - 野々宮孝之 役[7]
- オクラ〜迷宮入り事件捜査〜 第6話（2024年11月12日） - 高見大地 役[8]

#### テレビ朝日
- ハングマンGOGO（1987年）
- 土曜ワイド劇場
  - 悪女の季節（1990年）
  - 名探偵由利麟太郎 蝶々殺人事件（1998年） - 土屋恭三 役
  - 科学捜査研究所・文書鑑定の女1（2002年） - 磯村雄一郎 役
  - 検事・朝日奈耀子2（2004年） - 続木直也 役
  - 西村京太郎トラベルミステリー66（2016年） - 岩瀬厚一郎 役
- お天気お姉さん（1997年） - 風見健次郎 役
- チェンジ!（1999年）
- 京都潜入捜査官 THE SLIPPERS（2000年） - 真鍋 役
- 科捜研の女
  - （2001年） - 栗田実 役
  - （2013年） - 郷田一蔵 役
- 婚外恋愛（2002年） - 鴨田編集長 役
- 八州廻り桑山十兵衛〜捕物控ぶらり旅（2007年） - 桝吉 役
- 交渉人〜THE NEGOTIATOR〜（2008年） - 竹本治夫 役
- ジウ 警視庁特殊犯捜査係（2011年） - 橘義博 役
- 刑事定年（2010年） - 尾車 役
- 俺の空 刑事編（2011年） - デューク佐藤 役
- 宮本武蔵（2014年） - 庄田喜左衛門 役
- 刑事110キロ 第2シリーズ（2014年） - 牧野光一 役
- 相棒（2014年） - 矢部邦仁 役
- エイジハラスメント（2015年） - 山川壮太郎 役
- 静おばあちゃんにおまかせ（2018年） - 朝倉健郎 役
- リーガルV〜元弁護士・小鳥遊翔子〜（2018年） - 藪谷清文 役
- やすらぎの刻〜道（2019年） - 椎名和彦 役
- セミオトコ（2019年） - 大川ヒロシ
- 警視庁・捜査一課長 season5 第1話（2021年4月8日） - 淡井大志 役
- 家政夫のミタゾノ 第5シリーズ 第3話（2022年5月6日、テレビ朝日） - 木田康雄 役

#### CBC
- スナイパー時村正義の働き方改革（2020年） - 時村正義 役　日本民間放送連盟賞　最優秀

#### テレビ東京
- 水曜ミステリー9
  - ブランド刑事1（2006年） - 雁谷月彦 役
  - 鉄道警察官・清村公三郎9（2012年） - 井手敏雄 役
- 幻十郎必殺剣（2008年） - 平岡左兵衛 役
- スケート靴の約束（2013年） - 柏木武 役
- 松本清張特別企画 喪失の儀礼（2016年） - 香原順治郎 役[9]
- ユニバーサル広告社シリーズ（2017年） - 三浦大作 役
- 特命刑事 カクホの女（2018年） - 春日雅治 役
- 江戸前の旬（2018年、BSテレ東） - 水越甚太 役
- 月曜プレミア8 組織犯罪対策課 白鷹雨音（2021年） - 村田洋二 役
- 雨上がりの僕らについて（2025年） - 喫茶店のマスター 役[10]

#### WOWOW
- レディ・ジョーカー（2013年） - 西村真一 役
- 銭形警部 漆黒の犯罪ファイル 最終話「過去を捨てた男」（2017年3月12日） - 中川原猛 役

#### BSスカパー
- 鬼平外伝 老盗流転（2013年） - 船松の権兵衛 役
- 破門（2015年） - 中川克彦 役

#### その他
- 神ノ牙-JINGA-（2018年10月5日 - 12月28日、TOKYO MX・BS11 / 2018年10月8日 - 、ファミリー劇場） - 狼斬 役
- 旅人検視官 道場修作 第4弾（2025年3月22日、BS日テレ） - 市村孝雄 役[11]

### 海外ドラマ
- 天国の樹（2006年、韓国SBS） - イワ 役

### 配信ドラマ
- SICK'S 恕乃抄 〜内閣情報調査室特務事項専従係事件簿〜（2018年4月1日 - 8月11日、Paravi） - 秀家岳志 役[12]
  - SICK'S 覇乃抄 〜内閣情報調査室特務事項専従係事件簿〜（2019年3月23日 - 5月18日）
  - SICK'S 厩乃抄 〜内閣情報調査室特務事項専従係事件簿〜（2019年9月15日 - 11月9日）

### 映画
- 眠らない街〜新宿鮫〜（1993年） - 真壁 役
- 藪の中（1996年） - 多褰丸 役
- 友子の場合（1996年） - キザな車掌 役
- 7月7日、晴れ（1996年） - 小富山 役
- OL忠臣蔵（1997年） - アンディ 役
- 鮫肌男と桃尻女（1999年） - 反町 役
- スペーストラベラーズ（2000年） - 警視庁SAT中隊長 役
- ジュブナイル（2000年） - 20年後の松岡俊也 役
- サトラレ（2001年） - ヘリパイロット 役
- 銀の男 青森純情篇（2001年） - 長山 役
- 竜二Forever（2002年） - 羽黒大介 役（モデルは松田優作）
- ゴジラシリーズ
  - ゴジラ×メカゴジラ（2002年） - 富樫 役[3]
  - ゴジラ×モスラ×メカゴジラ 東京SOS（2003年） - 富樫 役[3]
  - ゴジラ FINAL WARS（2004年） - 李翔（リー・シャン）大佐 役[3]
- 踊る大捜査線シリーズ- 草壁中 役
  - 踊る大捜査線 THE MOVIE 2 レインボーブリッジを封鎖せよ!（2003年）
  - 交渉人 真下正義（2005年）
  - 踊る大捜査線 THE MOVIE3 ヤツらを解放せよ!（2010年）
- タッチ（2005年） - 体育教師 役
- ピーナッツ（2005年） - 田中 役
- 13の月（2006年） - 沖田 役
- 彩恋 SAI-REN（2007年）
- 亜人（2017年） - SATの隊長 役
- さらば青春、されど青春。（2018年5月、日活） - 商社「康豊商事」名古屋支社部長 菅野博信 役
- 疵と掟2（2018年） - 萬田会若頭補佐 山城組組長 中坊照将 役
- 僕の彼女は魔法使い（2019年、日活） - 大倉 譲治 役
- 虎の流儀 ～旅の始まりは尾張 東海死闘編～（2022年秋公開、ユナイテッドエンタテインメント）[13]
  - 虎の流儀 ～激突！ 燃える嵐の関門編～（2022年秋公開）

### Vシネマ
- コンプレックス・ブルー (1994年）
- 倒産回避請負人 裁きの銀（2002年） - バーテンダー(坂本銀司の相棒)
- 制覇18・19（2018年） - 博多 仲本組若頭 小田英二
- キングダム 〜首領になった男〜（2019年） - 虎牙一家理事長 小津幹夫
- 日本統一36（2019年） - シー・キエン
- 日本統一外伝 川谷雄一（2021年） - 南京町 中国人組織の首領 シー・キエン
- 織田同志会 織田征仁 第七章（2021年） -  上州 赤城組若頭補佐 山梨ブロック長 柴田一家組長 柴田元成
- 日本極道戦争 第十一章・第十ニ章（2021年） - 九州 豊秀組会長 河西彰
- CONNECT 覇者への道（2024年） - 真道組花岡組組長 花岡護

### 舞台
- 髑髏城の七人〜アオドクロ（2004年） - 鋼の鬼龍丸 役
- 黒部の太陽（2008年）
- フライパンと拳銃（2008年） - 松川

### PV
- 大塚愛／黒毛和牛上塩タン焼680円

### 紀行番組
- にっぽん原風景紀行

### ドキュメンタリー
- 非破壊検査PRESENTS「お江戸ミステリー 家康が最も怖れた仕掛人」（2011年1月23日、日本テレビ） - 中井正清 役

### CM
- 明治製菓「キシリッシュ＋F」
- 花王「健康エコナ」
- キリン「淡麗〈生〉」（ナレーション）